# 赖什泰特
赖什泰特（法語：Reichstett，法語發音：[ʁaiʃtɛt] 或 [ʁaiçʃtɛt]）是法国下莱茵省的一个市镇，属于斯特拉斯堡区。

## 地理
赖什泰特（48°38'45"N, 7°45'8"E）面积7.61 平方千米，位于法国大東部大區下莱茵省，该省份为法国大陆部分最东部的省份，是阿尔萨斯的一部分，今与上莱茵省组成了阿尔萨斯欧洲集体，其南至上莱茵省，西南接孚日省和默尔特-摩泽尔省，西接摩泽尔省，北与德国接壤，东侧沿莱茵河与德国相望。
与赖什泰特接壤的市镇（或旧市镇、城区）包括：拉旺策诺、比沙伊姆、厄奈姆、蒙多尔赛姆、苏弗尔韦耶赛姆、文德奈姆。
赖什泰特的时区为UTC+01:00、UTC+02:00（夏令时）。

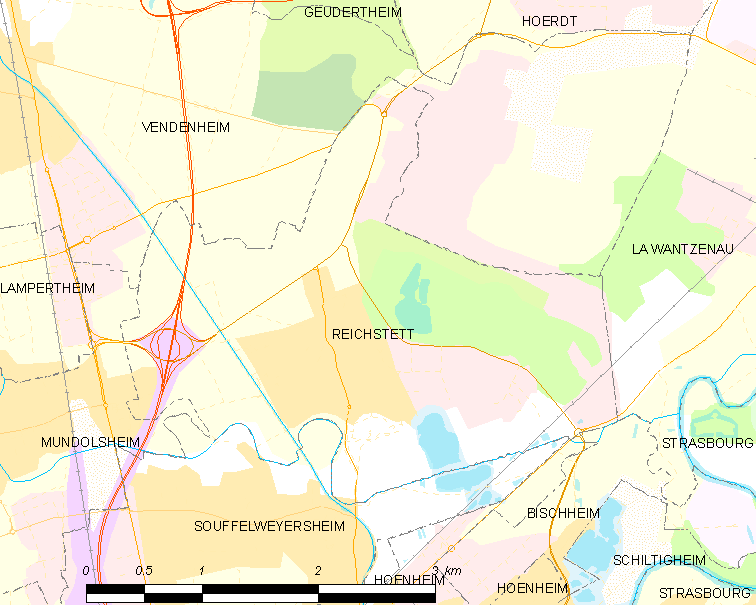
赖什泰特的OSM定位图

## 行政
赖什泰特的邮政编码为67116，INSEE市镇编码为67389。

## 政治
赖什泰特所属的省级选区为厄奈姆县。

## 人口

1962-2008年间赖什泰特人口变化图示

赖什泰特于2022年1月1日时的人口数量为4554人。